# Glad biggenkruid
Glad biggenkruid (Hypochaeris glabra) is een eenjarige plant uit de composietenfamilie (Asteraceae). De soort staat op de Nederlandse Rode Lijst van planten als zeldzaam en zeer sterk afgenomen. De soort komt van nature voor in Eurazië en Noord-Afrika. Glad biggenkruid is ingevoerd in andere werelddelen waar het een wijdverspreid onkruid is. Het aantal chromosomen is 2n=10 of 12. Deze plant is in Nederland wettelijk beschermd sinds 1 januari 2017 door de Wet Natuurbescherming.
De plant wordt 7-40 cm hoog, heeft melksap en een dunne penwortel. De meestal kale en vertakte bloemstengel is bleekgroen of soms rood aangelopen en bovenaan iets verdikt. De groene (soms purper getint bij de nerven), kale, dunne, langwerpige bladeren zijn 2-10 cm lang met de grootste breedte boven het midden en ze hebben een veerspletige tot getande rand. De bladeren zitten in een wortelrozet.
De plant bloeit van juni tot in september met heldergele bloemen, die in een 1-1,5 cm groot, kegelvormig hoofdje zitten. De hoofdjes zijn alleen in de ochtend open. Op de bloembodem van het  
hoofdje zitten stroschubben. De lintbloemen steken bij een gesloten hoofdje maar net buiten het omwindsel. De plaat van de geopende bloem is ongeveer 3 mm lang en korter dan de bloembuis. De helmknoppen vormen een 1,5-2 mm lang buisje. De pappus bestaat uit twee rijen haren. De binnenste rij haren is geveerd. De buitenste haren zijn korter en fijn getand. De ongelijke omwindselblaadjes (schutblaadjes) zijn aan de onderkant bleekgroen en hebben een purperen top.

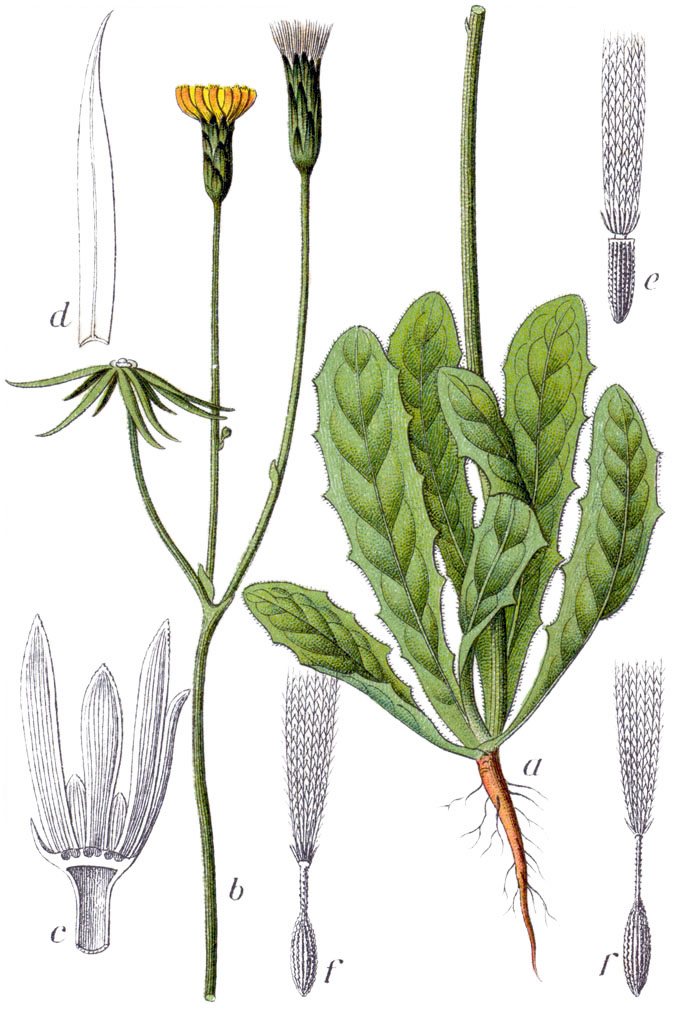
e: omgesnavelde vrucht, f: gesnavelde vruchten

De vrucht is een cilindrisch nootje met wit, ongeveer 10 mm lang vruchtpluis. De randstandige vruchten zijn ongesnaveld, maar de centrale vruchten hebben een duidelijke snavel.

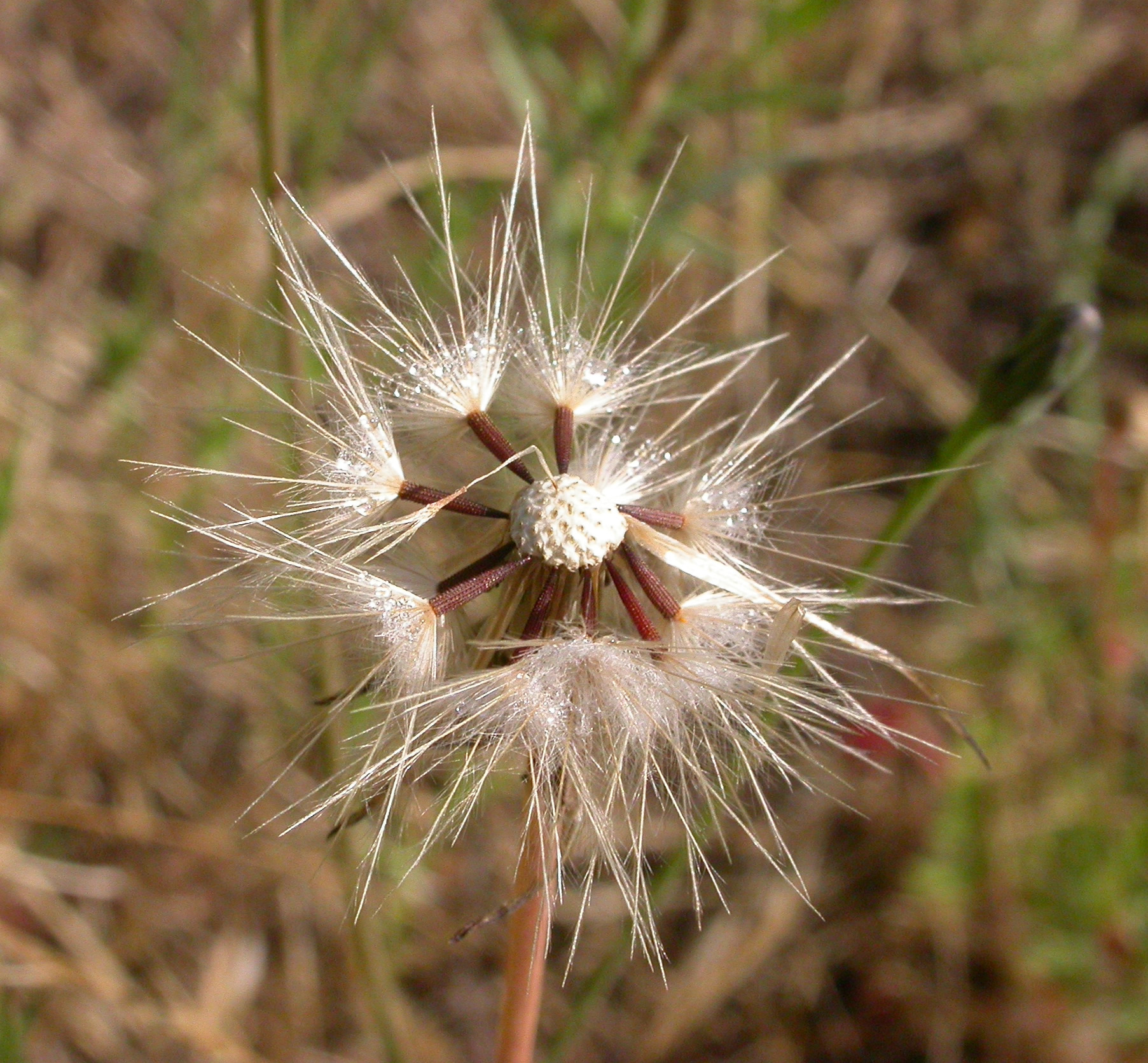
Randstandige vruchten

Glad biggenkruid komt voor op droge zandgrond in akkerland, bermen en in de duinen.